# رنه هازلباخر
رنه هازلباخر (آلمانی: René Haselbacher؛ زادهٔ ۱۵ سپتامبر ۱۹۷۷) دوچرخه‌سوار اهل اتریش است.